# 小栗哲家
小栗 哲家（おぐり てつや、1949年3月13日 - ）は、愛知県半田市出身の舞台監督。
日本舞台監督協会理事。株式会社アートクリエイション代表取締役。2016年、第27回『新日鉄住金音楽賞』特別賞受賞。
長男は演出家（株式会社アートクリエイション社長）の小栗了で、演出家へ転身するまで俳優として活動していた。二男は俳優の小栗旬で、その妻は女優でファッションモデルの山田優。

## 略歴
大学卒業後、名古屋市の照明会社に就職したが2年ほどで退職。知人からの誘いで1972年から舞台監督助手として活動を始め24歳で上京。1976年の関西二期会「アルバート・ヘリング」で初めて舞台監督を務める。その後、二期会オペラ「フィガロの結婚」をはじめ、ウィーン国立歌劇場、ミュンヘン・バイエルン国立歌劇場、ニューヨーク・メトロポリタン歌劇場などの引越し公演を手がけ、冨田勲のサウンドプロジェクトでも活躍。
自ら舞台監督集団、株式会社クリエイションを主宰する傍ら、プロダクション・スーパーバイザーとしても活動し、株式会社アートクリエイションを設立する。1992年に愛知芸術文化センターのオープニングセレモニー、1998年にびわ湖ホールのオープニングガラを手がけ、1999年1月同劇場でオペラ「ドン・カルロ」、11月にオペラ「群盗」に携わる。他に来日オペラハウス引越し公演、サイトウ・キネン・フェスティバル松本、ヘネシー・オペラシリーズ、日生オペラシリーズなど手がける。
現在は、東京芸術大学大学院音楽研究科応用音楽学非常勤講師。兵庫県立芸術文化センター企画制作アドバイザー。

## 人物
- 新日鉄住金音楽賞の選考委員で、作曲家の池辺晋一郎は「小栗さんがいれば、そのとき必要なすべての要素に安心という文字が刻印される」と語っている[4]。
- 次男の小栗旬によれば、「俺の2倍は忙しい人」とのこと。海外へ行くなど昔からほとんど家におらず、1年間に10日も休まなかったという。しかし仕事の愚痴はあまり聞いたことがなく、尊敬しておりライバルでもあると語っている[5]。
- 兵庫県立芸術文化センターの芸術監督で、「サントリー1万人の第九」の第2代指揮者に招聘された佐渡裕からの依頼をきっかけに、1999年から同公演の音楽監督を担当。長男の了も、スタッフとして公演に携わっている。2017年12月3日開催の第35回公演では、二男の旬を『歓喜に寄せて』の朗読ゲストに迎えたことによって、親子三代での「共演」を実現させた[6]。2020年11月30日の『1分間の深イイ話』（第35回公演の総合司会だった羽鳥慎一が司会を務める日本テレビの番組）では、哲家と了に対する羽鳥へのVTRインタビューや、哲家の教育方針に関する旬からのコメントが放送されている。

## 監督作品
- 夕鶴
- カルメン
- フィガロの結婚
- セヴィリアの理髪師
- コジ・ファン・トゥッテ
- タンホイザー
- ローエングリン
- パルシファル
- トスカ
- 蝶々夫人
- 椿姫
- ドン・カルロ
- 美しい水車小屋の娘
- 群盗
- こうもり
- アラベッラ

など